# 羊毛甾烷

三甲基甾类（trimethyl steroid）各个碳原子位置的编号（位标）

羊毛甾烷（lanostane）系统命名为4,4,14α-三甲基胆甾烷（4,4,14-trimethylcholestane），是一类化学式为C
30H
54的四环三萜化合物，具有环戊烷并氢化菲的结构。羊毛甾烷的同分异构体有葫芦烷。
羊毛甾烷特点为A/B、B/C、C/D环均为反式稠合，C-10和C-13位均有β-甲基，C-14位有α-甲基，C-17位为β构型侧链，C-20位为R构型。常见的羊毛甾烷立体异构体有 5α-和5β-两种，两者区别在于5号位碳原子的空间结构不同。

5α-羊毛甾烷
5β-羊毛甾烷

5α-羊毛甾烷的3号位的碳原子上加上羟基，8(9)，24(25)两个位子带上双键的化合物为羊毛甾醇，是动物甾体生物合成的前体。